# Drosophila megapyga
Drosophila megapyga este o specie de muște din genul Drosophila, familia Drosophilidae, descrisă de Tsacas în anul 1981.
Este endemică în Camerun. Conform Catalogue of Life specia Drosophila megapyga nu are subspecii cunoscute.